# Chrom(III)-chlorid
Chrom(III)-chlorid ist das Chromsalz der Salzsäure mit der Summenformel CrCl3. Mit Hydratwasser kristallisiert es auch als Chrom(III)-chlorid-hexahydrat (CrCl3 · 6 H2O).

## Gewinnung und Darstellung
Chrom(III)-chlorid kann durch Reaktion von Chrom mit Chlor gewonnen werden.
{\displaystyle \mathrm {2\ Cr+3\ Cl_{2}\longrightarrow 2\ CrCl_{3}} }
Die wasserfreie Verbindung ist im Labor aus dem Hexahydrat über dessen Umsetzung mit Thionylchlorid oder die Chlorierung von frisch hergestelltem Chrom(III)-oxid mit Tetrachlormethan bei 620 °C zugänglich:
{\displaystyle {\ce {CrCl3 * 6 H2O + 6 SOCl2 -> CrCl3 + 6 SO2 + 12 HCl}}}
{\displaystyle {\ce {Cr2O3 + 3 CCl4 ->2 CrCl3 + 3 COCl2}}}

## Eigenschaften

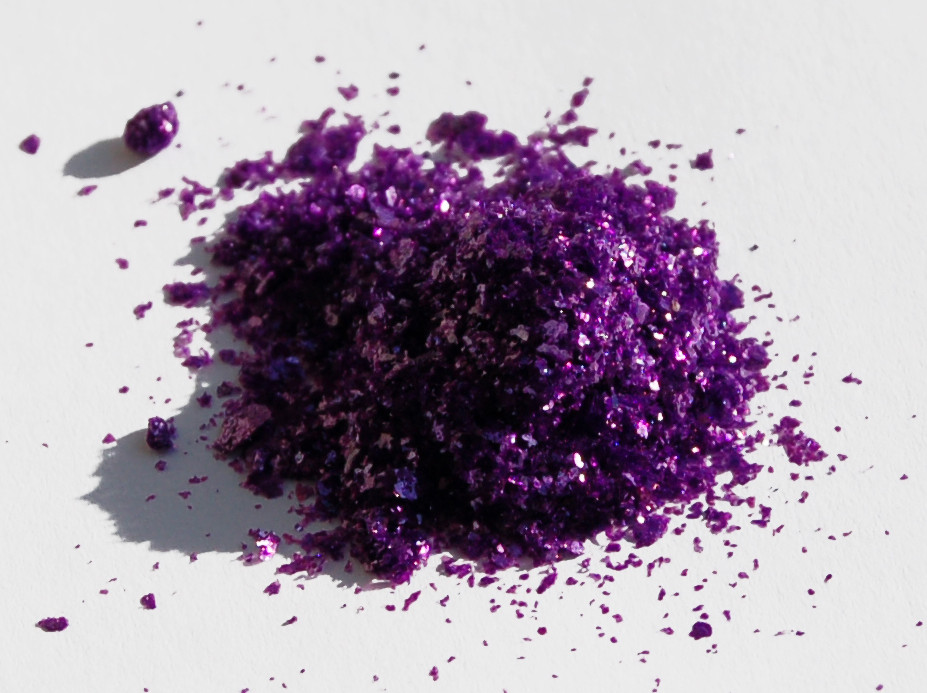
Wasserfreies Chrom(III)-chlorid
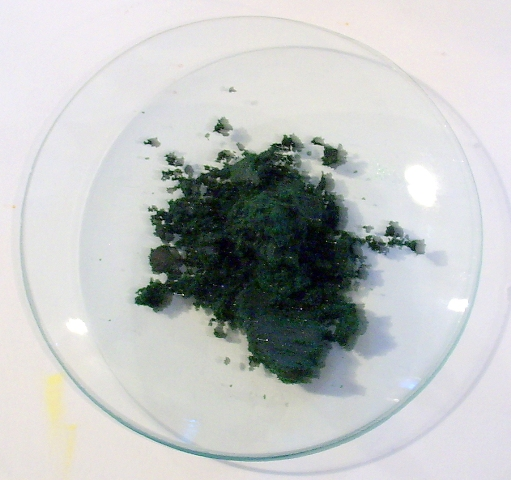
Das Hexahydrat [CrCl2(H2O)4]Cl·2H2O

Es bildet kristalline Schichtstrukturen, in denen zwischen den Schichten Van-der-Waals-Kräfte auftreten. Das Salz, das rotviolett glänzende Kristalle bildet, ist in reiner Form in Wasser unlöslich und in Ethanol schwer löslich. Erst in Anwesenheit von Spuren Chrom(II)-chlorids (CrCl2) (oder eines anderen Reduktionsmittels) ist ein Lösungsvorgang in Wasser katalytisch unter starker Wärmeabgabe möglich. In Lösung können sich unterschiedlich gefärbte hydratisomere Aquakomplexe bilden, beispielsweise das dunkelgrüne Dichlorotetraaquachrom(III)-chlorid, das hellgrüne Chloropentaaquachrom(III)-chlorid oder das violette Hexaaquachrom(III)-chlorid. Hierbei stellen sich zwischen diesen Komplexen folgende Gleichgewichte ein:
{\displaystyle {\rm {[CrCl_{2}(H_{2}O)_{4}]Cl\rightleftarrows [CrCl(H_{2}O)_{5}]Cl_{2}\rightleftarrows [Cr(H_{2}O)_{6}]Cl_{3}}}}

## Herstellung
Chrom(III)-chlorid kann aus metallischem Chrom im Chlorstrom bei 600 °C synthetisiert werden. Ebenso ist die Herstellung aus Chrom(III)-oxid und Kohle im Chlorstrom oberhalb von 1200 °C möglich.

## Verwendung
Chrom(III)-chlorid wird als Katalysator, zur Herstellung anderer Chromverbindungen, zur Verchromung in der Galvanotechnik und zur Wasserdichtimprägnierung verwendet.
Chrom(III)-chlorid darf in der EU bei der Herstellung von Nahrungsergänzungsmitteln verwendet werden. In Nahrungsergänzungsmitteln wird neben Chrom(III)-chlorid auch Chrom(III)-nicotinat und Chrom(III)-picolinat verwendet. Das Bundesinstitut für Risikobewertung empfiehlt, das Nahrungsergänzungsmittel höchstens 60 µg Chrom pro Tagesverzehrempfehlung enthalten sollen. Es gibt keine wissenschaftliche Evidenz für positive gesundheitliche Effekte einer Chromaufnahme bei gesunden Menschen.